# Граувака
Граувака (енгл. Graywacke, фр. Grauwacke, рус. Граувакка) је пешчар изграђен од одломака стена, кварца, и променљиве количине фелдспата, који се налазе у глиновитом, серицитско-хлоритском матриксу.
Боје су тамносиве (по томе су добили име), некад са зеленкастом нијансом. Показује слабу сортираност а састојци су слабо заобљени.